# Hyde & Closer
Hyde & Closer (呪法解禁!!ハイド&クローサー, Juhou Kaikin!! Haido & Kurōsā) est une bande dessinée japonaise de Haro Asō. Le manga est publié en feuilletons dans Weekly Shonen Sunday de Juillet 2008. Les différents chapitres ont été recueillis en sept volumes par Shogakukan. Le manga est licencié en français par Delcourt.

## Histoire
L'histoire commence avec un conte expliquant la magie. Le personnage principal, Shunpei Closer (13 ans) est considéré comme un adolescent timide. Son grand-père, Alsyd Closer, était magicien. Il faisait le tour du monde en permanence, et s'est arrêté au Japon pour raconter les récits de ses voyages à Shunpei. Avant de partir pour l'Afrique lors du 7e anniversaire de Shunpei, Alsyd lui offre un ours en peluche nommé Hyde. Shunpei s'attache vite à cet ours déclarant qu'il est son meilleur ami. Six ans après, Shunpei rentre chez lui et reçoit un paquet contenant une peluche maléfique. Par la suite, Shunpei est attaqué par ce jouet. Shunpei coincé dans sa chambre, le jouet étant sur le point de le tuer, l'ours s'anime et le sauve. Au début, Shunpei est effrayé du fait que Hyde est vivant, mais Hyde le calme rapidement. Il lui explique que Shunpei est la cible #1 des magiciens du monde entier. Soudain l'animal en peluche reprend vie et attaque impitoyablement Hyde avec des couteaux et des fourchettes. Hyde se retrouve dans une position désavantageuse. Il ne parvient pas à atteindre lui-même ses armes situées dans son dos. Ne pouvant pas l'atteindre de lui-même, Shunpei doit le faire pour lui. Shunpei lutte pensant que s'il s'enfuit, tout ira bien. Mais il se souvient comment on le traite à l'école, où on l'appelle «Pathétique». Rassemblant son courage, Shunpei retourne au combat et extrait des tronçonneuses de la fermeture éclair du dos de Hyde. Avec ces nouvelles armes, l'animal en peluche est facilement détruit. Après cette première bataille du duo, Shunpei en apprend plus sur son grand-père. Plus que ce qu'il aurait pu éventuellement apprendre de lui-même, les gens le considérant comme un lâche.
La partie I raconte l'objectif de Shunpei qui est d'apprendre davantage sur la magie, car Hyde n'est pas capable de le défendre tout seul. Il rencontre la plupart de ses alliés au cours de cette partie et en apprend sur les Six et le gardien. La partie I se termine peu après une bataille climatique avec The Watchman où Shumpei en apprend plus sur son histoire familiale, sur la magie ainsi que sur ce qui s'est vraiment arrivé à son grand-père.

### Magie

#### Poupées envoutées
Éléments importants d'Hyde et Closer, les poupées maudites sont une forme de magie créée quand un talisman magique est placé à l'intérieur d'un objet inanimé, ce qui lui donne vie. La poupée possède sa propre personnalité et suit les commandes et instructions de son maître. Une poupée maudite est alimentée par la magie que lui donne son maître et peut même faire de la magie toute seule. Les poupées s'affaiblissent loin de leur maître. Donc plus des poupées sont à proximité de leur maître, plus elles sont fortes. Quand une poupée de malédiction est détruite, son créateur subit une malédiction qui prend des formes diverses : un magicien a été tué par la malchance, un autre d'une appendicite aiguë... Malgré leurs noms de poupées maudites, ce ne sont pas strictement des poupées car il y a eu des animaux en peluche, et des marionnettes d'ombre.

#### Objets magiques
Les appareils magiques sont des appareils fabriqués à la main et sont utilisés pour concentrer la puissance magique. Ils sont déguisés en objets quotidiens comme des portables ou des tartes. Les appareils magiques sont essentiels. Peu importe la puissance d'un utilisateur de magie, ces dispositifs permettent à leur utilisateur d'être mieux préparé et équipé pour leurs batailles. Ils sont capables de beaucoup de fonctions différentes, comme faire tomber quelqu'un amoureux ou contrôler la météo.

#### Ressentiments
Le ressentiment est l'appareil plus ancien du monde et est contenu dans un œuf. Il a été pondu par un poulet qui avait une vie difficile et soigné par une petite fille avec un père violent en Afrique. Elle se sentait mieux quand elle y mettait toute sa tristesse, sa colère et ses mauvais sentiments. Elle croyait que c'était un porte-bonheur mais ignorait sa magie. Pendant d'innombrables années, l'œuf a absorbé toutes les émotions négatives et les maux de l'humanité. Il devient colossal en taille et en puissance. Alsyd Closer a déclaré que s'il éclosait maintenant, le monde prendrait fin. Le ressentiment est la principale raison de ce qui se passe dans la série. Watchman le veut pour détruire l'humanité, mais Alsyd fera une barrière est l'empêcher de l'obtenir. Alors Watchman attaquera Shunpei pour attirer son grand-père hors de la barrière.

## Personnages

### Personnages principaux

#### Shunpei Closer
Shunpei Closer (黒 兎 春 瓶 Shunpei Kuroosaa ?) est un adolescent timide de 13 ans. Il a les cheveux noirs hérissés et les yeux bleus. Il porte un collier qui détient ce qui semble être une lumière bleu foncé (ou éventuellement violet foncé) Magatama. Tous les jours, Shunpei est sévèrement méprisé par ses camarades de classe car il semble ne pas avoir de capacités spéciales, et fuit à tout. Il a même renversé des fluides dans un bécher provoquant une explosion. Au chapitre 2, Shunpei utilise la magie pour la première fois. Au chapitre 3, Shunpei raconte à Hyde que Shunpei doit pouvoir apprendre plus de magie pour ne pas finir à chaque fois en morceaux. Il luttera contre des ennemis de plus en plus difficiles. Shunpei au premier abord, croit fermement qu'il ne peut rien faire, mais depuis l'arrivée d'Hyde, Shunpei commence à penser autrement. État d'Hyde au chapitre 4, que Shunpei a le potentiel pour devenir un puissant magicien. Sinon, Hyde aurait arrêté de traîner avec Shunpei il y a longtemps. Dans les chapitres suivants, Shunpei montre de la bravoure et du courage lors de combats contre d'autres magiciens. Par exemple, dans le chapitre onze, Shunpei et Uryuu ont dû utiliser des parapluies pour bloquer la lumière de certains plafonniers pour donner à Hyde l'avantage contre une sorcière qui utilisant l'ombre, (elle poignarde les ombres d'autres personnes en utilisant sa propre ombre), mais le dernier spot était trop loin pour être en mesure d'accrocher le parapluie au-dessus. Mais voyant qu'Hyde était sur le point de mourir, Shunpei rassemble son courage et saute sur le spot. Il réussit à bloquer la lumière, laissant Hyde finir son adversaire. Un autre exemple, de la façon dont Shunpei a changé depuis qu'Hyde est entré dans sa vie, se situe dans le chapitre vingt et un. Shunpei y contrôle un élément reçu. Shunpei et Hyde ont été attaqués par ce qui semblait être un géant, (mais en fait, c'était une petite créature avec un bol de ramen sur sa tête). Hyde a lui proposé de l'aider mais Shunpei lui demande de se battre seul. Finalement Shunpei gagne la bataille,. Après cela, il devient plus courageux, sauve un enfant de kidnappeurs.